# 2016年美國電影學會獎
2016年美國電影學會獎（英語：American Film Institute Awards 2016）為表彰2016年年度最佳前10大電影與電視劇。
2017年1月6日，獲獎劇組將被邀請參加私人午宴。

## 10大電影
- 《異星入境》
- 《心靈圍籬》
- 《鋼鐵英雄》
- 《赴湯蹈火 (電影)》
- 《樂來越愛你》
- 《海邊的曼徹斯特》
- 《月光下的藍色男孩》
- 《沉默》
- 《薩利機長：哈德遜奇蹟》
- 《動物方城市》

## 10大影集
- 《冷戰諜夢》
- 《亞特蘭大（英语：Atlanta (TV series)）》
- 《絕命律師》
- 《王冠》
- 《權力的遊戲》
- 《罪夜之奔》
- 《美國犯罪故事：公眾與O·J·辛普森的對決》
- 《怪奇物語》
- 《這就是我們》
- 《副人之仁》

## AFI特別獎
- 《O.J.辛普森：美國製造（英语：O.J.: Made in America）》

## 外部連結
- 官方网站（英文）
- 得獎名單（页面存档备份，存于）（英文）
- AFI電影節官方網站（页面存档备份，存于）（英文）